# Papahānaumokuākea Marine National Monument
Papahānaumokuākea Marine National Monument (wcześniej Northwestern Hawaiian Islands Marine National Monument) – amerykański pomnik narodowy położony na Oceanie Spokojnym, obejmujący Północno-Zachodnie Wyspy Hawajskie. Pomnik został ustanowiony 15 czerwca 2006 roku decyzją prezydenta, George'a W. Busha jako 124. pomnik narodowy Stanów Zjednoczonych. Pierwotnie ochroną został objęty obszar o powierzchni 139 793 mi2, czyli 362 061 km². W sierpniu 2016 roku decyzją prezydenta Baracka Obamy obszar pomnika został rozszerzony do granic wyłącznej strefy ekonomicznej Hawajów osiągając powierzchnię 582 578 mi2 czyli 1 508 870 km². Ochroną objęte zostały rafy, atole oraz płytkie obszary morskie. Obszary pomnika położone na lądzie znajdują się pod zarządem United States Fish and Wildlife Service, a obszary morskie zarządzane są przez Narodową Administrację Oceanu i Atmosfery.
W 2010 roku obiekt wpisano na listę światowego dziedzictwa UNESCO.